# Chrysopilus plaumanni
Chrysopilus plaumanni är en tvåvingeart som beskrevs av Santos och Dalton de Souza Amorim 2007. Chrysopilus plaumanni ingår i släktet Chrysopilus och familjen snäppflugor. Inga underarter finns listade i Catalogue of Life.